# Don't Let Me Be the Last to Know
Don't Let Me Be the Last to Know è un singolo della cantante statunitense Britney Spears, pubblicato il 26 marzo 2001 come quarto e ultimo estratto dal secondo album in studio Oops!... I Did It Again.

## Descrizione
Il brano è stato scritto da Robert Lange e dalla cantante Shania Twain, mentre la produzione è stata affidata a Max Martin e Rami Yacoub. Il testo della canzone esprime il desiderio della protagonista di essere informata direttamente dal proprio partner riguardo ai suoi sentimenti, senza doverlo scoprire da fonti esterne. Il titolo, Don't Let Me Be the Last to Know (traducibile in italiano come Non lasciare che io sia l'ultima a sapere), riflette il tema centrale del brano.
Il brano è stato escluso dalla raccolta di successi della cantante Greatest Hits: My Prerogative del 2004, ed è incluso solo nella versione inglese della raccolta.

## Video musicale

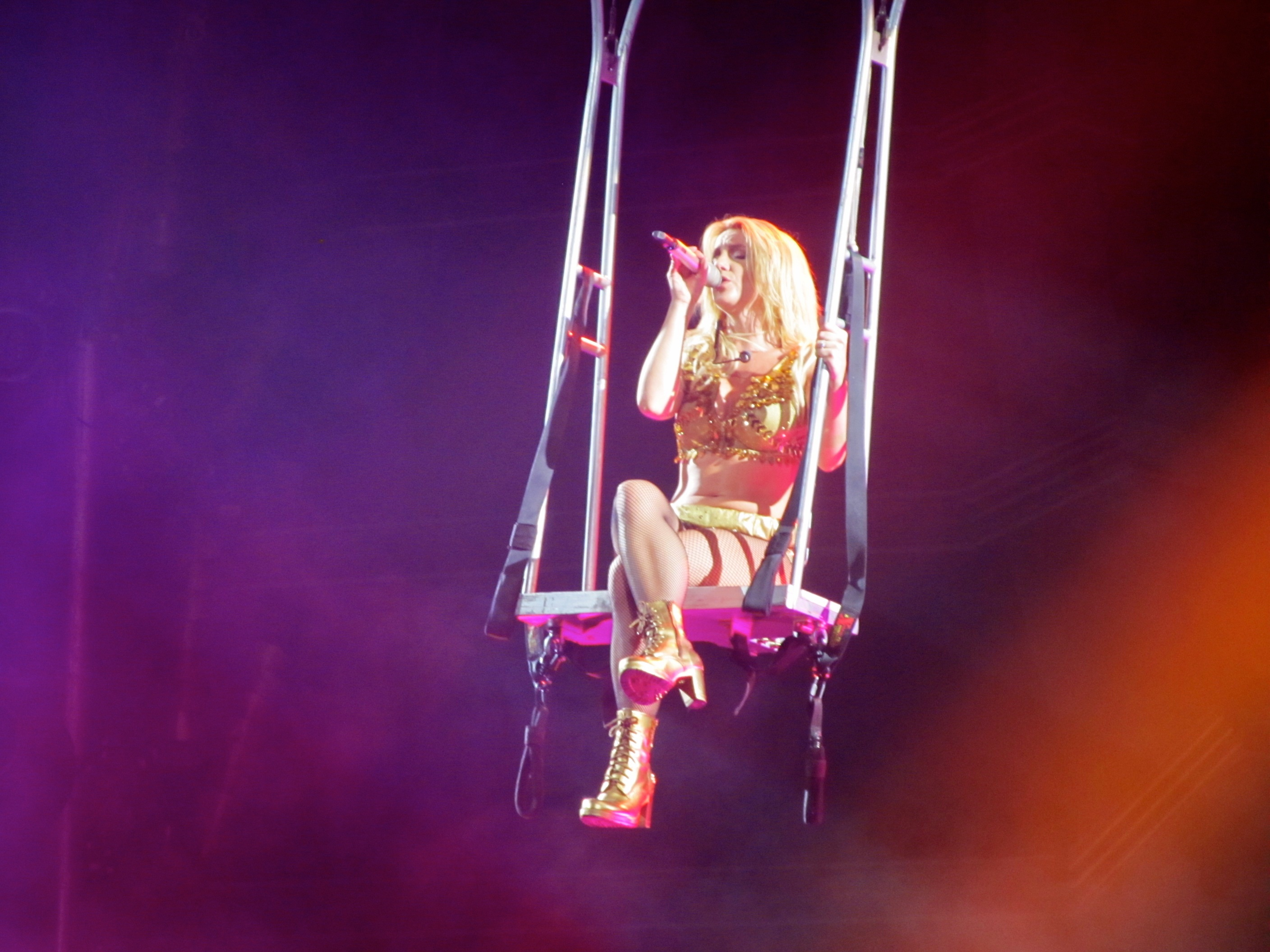
Britney al Femme Fatale Tour con Don't Let Me Be the Last to Know

Il videoclip di Don't Let Me Be the Last to Know è stato diretto da Herb Ritts e girato in Florida. Protagonisti del video sono Britney Spears e il modello francese Brice Durand, ripresi in ambientazioni naturali su una spiaggia e tra le onde del mare. Spears appare con un bikini e un paio di shorts blu, mentre Durand indossa un costume da bagno marrone. Gran parte del video è ambientata nelle ore serali.
Le scene si concentrano su momenti romantici e intimi tra i due protagonisti, tra cui abbracci, carezze e scambi affettuosi, spesso accanto a un piccolo falò. Durante il giorno, vengono mostrati momenti di spensieratezza e complicità tra la coppia, che passeggia sulla spiaggia e gioca nell'acqua. Una sequenza mostra Spears seduta su un albero mentre canta il ritornello, raggiunta successivamente da Durand. Il video alterna immagini diurne e notturne, enfatizzando il tono emotivo e sensuale del brano.
Indiscrezioni vogliono la madre della cantante, Lynne Spears, chiese e ottenne l'eliminazione di alcune sequenze del video perché alcune scene erano sessualmente esplicite.

## Tracce
| Europe CD single 1. "Don't Let Me Be the Last to Know" — 3:50 2. "Don't Let Me Be the Last to Know" [Hex Hector Radio Mix] — 4:01 3. "Don't Let Me Be the Last to Know" [Hex Hector Club Mix] — 10:12 4. "Stronger" [Mac Quayle Mixshow Edit] — 5:21 5. "Stronger" [Pablo La Rosa's Transformation] — 7:21 France CD single 1. "Don't Let Me Be the Last to Know" — 3:50 2. "Don't Let Me Be the Last to Know" [Hex Hector Radio Mix] — 4:01 3. "Stronger" [Mac Quayle Mixshow Edit] — 5:21 Japan CD single 1. "Don't Let Me Be the Last to Know" — 3:50 2. "Don't Let Me Be the Last to Know" [Hex Hector Radio Mix] — 4:01 3. "Oops!... I Did It Again" [Rodney Jerkins Remix] — 3:07 4. "Lucky" [Jack D. Elliott Radio Mix] — 3:27 5. "Stronger" [Miguel 'Migs' Vocal Edit] — 3:42 6. "Oops!... I Did It Again" [Ospina's Deep Edit] — 3:24 7. "Oops!... I Did It Again" [Instrumental] — 3:30 | UK CD single 1. "Don't Let Me Be the Last to Know" — 3:50 2. "Don't Let Me Be the Last to Know" [Hex Hector Radio Mix] — 4:01 3. "Don't Let Me Be the Last to Know" [Hex Hector Club Mix] — 10:12 UK limited edition 1. "Don't Let Me Be the Last to Know" — 3:50 2. "Oops!... I Did It Again" [Riprock 'N' Alex G Radio Edit] — 3:54 3. "Stronger" [Mac Quayle Mixshow Edit] — 5:21 4. Enhanced With "Don't Let Me Be the Last to Know" Video — 3:57 UK promo 12" vinyl - Side A: 1. "Don't Let Me Be the Last to Know" [Hex Hector Club Mix] — 10:12 2. "Don't Let Me Be the Last to Know" [Thunderpuss Radio Mix] — 4:22 - Side B: 1. "Stronger" [Mac Quayle Mix Show Edit] — 5:21 2. "Don't Let Me Be the Last to Know" — 3:50 |

### Remix ufficiali
- Album version — 3:50
- Hex Hector Club Mix — 10:12
- Hex Hector Dub — 8:06
- Hex Hector Club Mix [Edit] — 8:15
- Hex Hector Radio Mix — 4:01
- Thunderpuss Club Mix — 10:03
- Thunderpuss Radio Mix — 4:22
- Thunderdub — 9:03
- Thunderpuss Tribe-a-Pella — 6:52

## Classifiche

### Classifiche settimanali
| Classifica (2001) | Posizione massima |
| ----------------- | ----------------- |
| Austria           | 7                 |
| Belgio (Fiandre)  | 13                |
| Belgio (Vallonia) | 34                |
| Danimarca         | 14                |
| Europa            | 9                 |
| Finlandia         | 17                |
| Francia           | 27                |
| Germania          | 12                |
| Irlanda           | 12                |
| Italia            | 23                |
| Norvegia          | 20                |
| Paesi Bassi       | 21                |
| Romania           | 1                 |
| Regno Unito       | 12                |
| Stati Uniti       | 112               |
| Svezia            | 12                |
| Svizzera          | 9                 |

### Classifiche di fine anno
| Classifica (2001) | Posizione |
| ----------------- | --------- |
| Austria           | 65        |
| Regno Unito       | 191       |
| Romania           | 3         |
| Svezia            | 78        |
| Svizzera          | 98        |